# Nămoloasa
Nămoloasa es una comuna ubicada en el distrito de Galați, Rumania.

## Superficie
Posee una superficie de 69,67 kilómetros cuadrados.

## Demografía
Hasta 2021 la población era de 1773 habitantes, con una densidad de población de 25,45 habitantes por kilómetro cuadrado.